# Mariä-Geburt-Kirche (Botoš)
Koordinaten: 45° 18′ 29,9″ N, 20° 38′ 10″ O
Die Mariä-Geburt-Kirche (serbisch: Црква Рођења Пресвете Богородице, Crkva Rođenja Presvete Bogorodice) im zur Opština Zrenjanin gehörenden Dorf, Botoš, ist eine serbisch-orthodoxe Kirche im nordöstlichen Serbien.
Das von 1780 bis 1783 erbaute Gotteshaus ist der Geburt der allerheiligsten Gottesmutter Maria gewidmet und ist die Pfarrkirche der Pfarrei Botoš im Dekanat Sečanj der Eparchie Banat der Serbisch-Orthodoxen Kirche.
Die Mariä-Geburt-Kirche steht seit 2005 als Kulturdenkmal von großer Bedeutung unter staatlichem Schutz.

## Lage

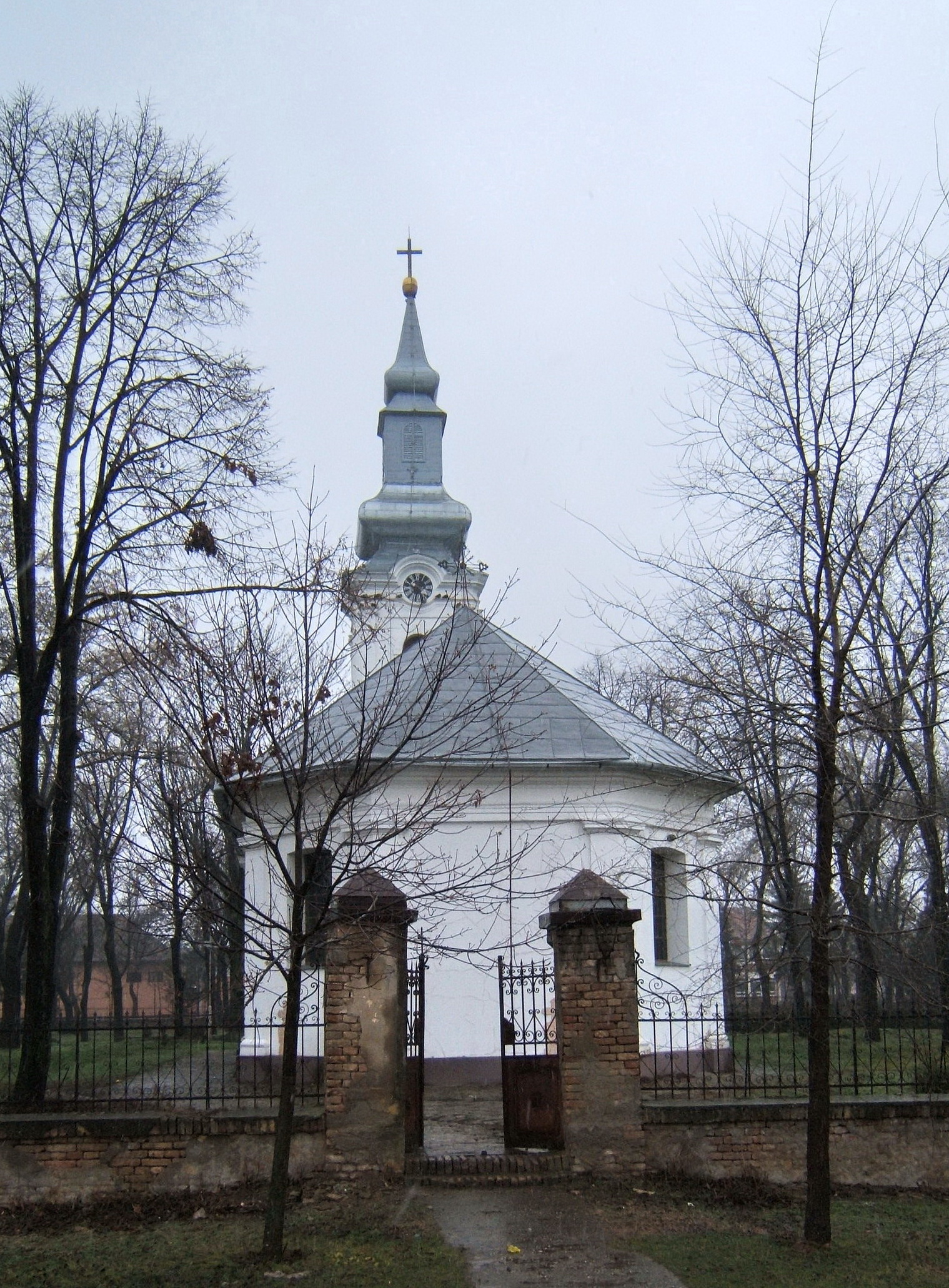
Blick von Osten auf die Kirchenapside

Die Kirche steht im nordöstlichen Dorfzentrum von Botoš an der Straße: Ulica Toze Markovića. Die genaue Adresse der Kirche lautet Ulica Toze Markovića Nr. 66.
Das Kirchengebäude steht im umzäunten großen Kirchhof mitsamt großen Eingangstor, der die zentrale Parkanlage des Ortes darstellt. Unweit der Kirche steht auch das Pfarrhaus. Neben der Kirche steht die Dorfgrundschule "1. Oktobar" und die Dorfpoststelle. Im Westen des Dorfes befindet sich der Dorffriedhof.
Am nordöstlichsten Rand des Dorfes beim Donau-Theiß-Donau-Kanal, steht die Kirche zur Geburt des Hl. Johannes des Täufers, im Volksmund Namastir genannt. Die Kirche über deren Ursprung es keine schriftlichen Dokumente gibt, wurde alten Überlieferungen zufolge von Mönchen erbaut und diente bzw. dient als Kloster.

## Geschichte
Vor der heutigen Kirche stand im Dorf ein älteres Kirchengebäude aus der Zeit zwischen 1768 und 1770, allerdings sind keine schriftliche Dokumente über seine Entstehung bekannt.
Im Jahr 1773 gab es in Botoš 227 Häuser und drei Priester wurden im Ort verzeichnet: Mihail Arsenijević, Nikola Georgijević und Naum Stefanović. Nach dem staatlichen Schematismus der orthodoxen Geistlichkeit in Botoš werden kirchliche Geburts- und Heiratsregister seit 1790 und das Sterberegister seit 1791 geführt. In der Pfarrei dienten damals die Priester Sofronije Jankulović, Grigorije Arsenijević und Antonije Marinković.

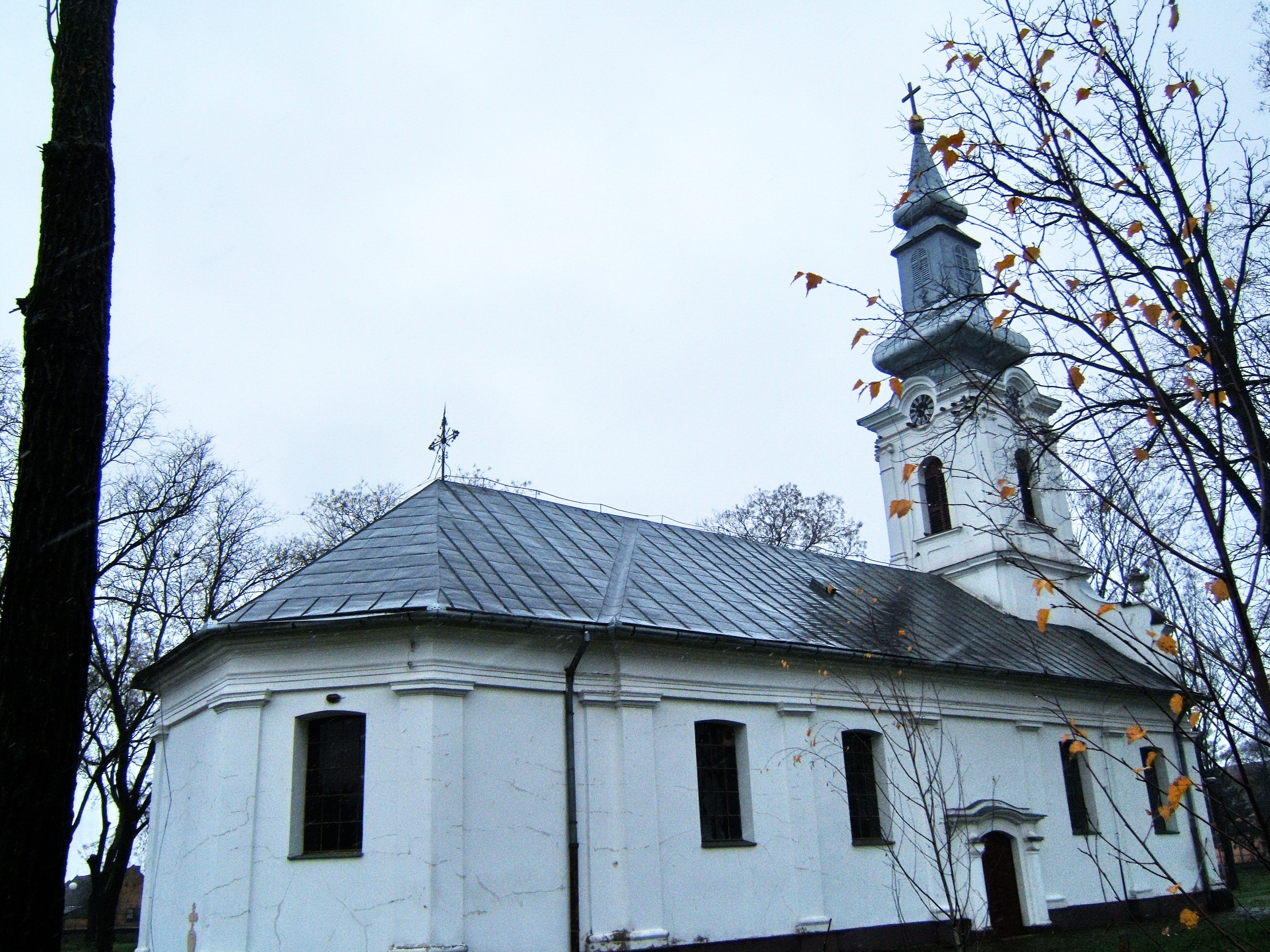
Die Nordfassade der Kirche

Als der orthodoxe Klerus der Eparchie Temišvar (zu der die Kirche damals gehörte) 1797 registriert wurde, gab es im Dorf vier Geistliche: Priester Mihail Arsenijević, Priester Pavel Arsenijević, Priester Josif Višikov und der Diakon Grigorije Konstantinović.
Mit dem Bau der Kirche wurde 1780 begonnen, als die Kirchenfundamente gesetzt wurden. Das Gotteshaus wurde mit dem Segen des damaligen Bischofs der Eparchie Temišvar, Mojsije, erbaut. 1783 war der Kirchenbau abgeschlossen. Die Kirche wurde im selben Jahr vom damaligen Bischof der Eparchie Temišvar, Sofronije, feierlich eingeweiht, wie eine in der Kirche aufbewahrte Inschrift belegt.
Die Kirche wurde 1929 geplündert, damals wurden 50.000 Dinar erbeutet. Der Priester Anđelko Stojanov diente von 1963 bis Mai 1976 in dieser Kirche.
2016 wurden Renovierungsarbeiten am Kirchturm durchgeführt.
Am 21. September 2023, der Slava der Kirche, hielt der Bischof der Eparchie Banat, Nikanor, persönlich die heilige Liturgie.

## Architektur

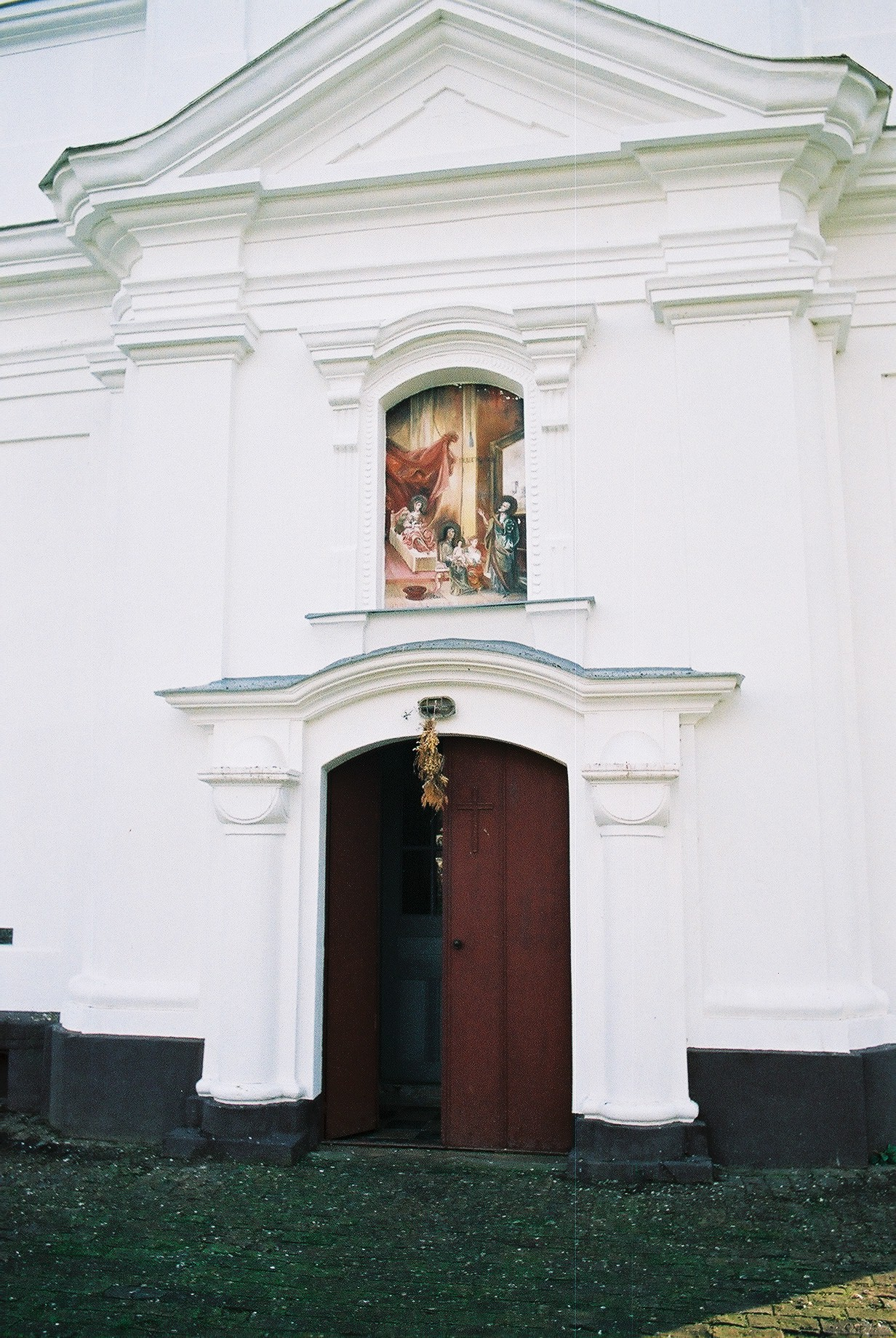
Der Haupteingang mit der Patronatsfreske

### Kirchenäußeres

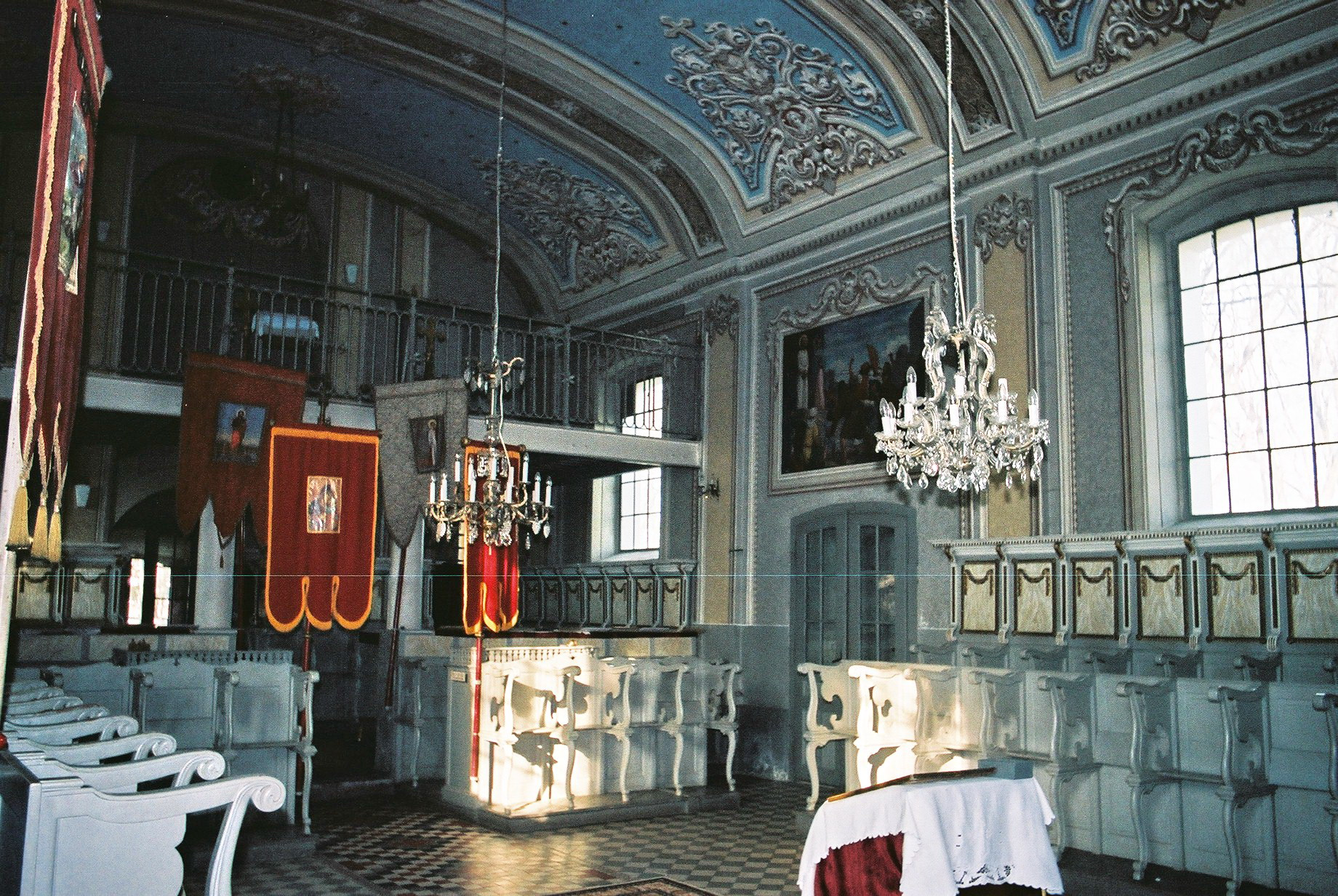
Blick auf den Chor der Kirche

Das einschiffige Kirchengebäude mit einem rechteckigen Grundriss, ist in seiner Grundkonzeption im Stil des Barock erbaut worden, mit einer von Außen fünfseitigen und im Inneren halbrunden Altar-Apsis im Osten und einem Narthex mitsamt einem Kirchturm, den eine mehrgeschossige Zwiebelturmkappe krönt, im Westen.
Die Konstruktionsstruktur der Kirche ruht auf massiven Umfassungsmauern und elliptischen Bögen, die flache Gewölbe tragen. Der Kircheninnenraum gliedert sich in drei Seitenschiffe, ein Mittelschiff und einen Altarraum mit flachen Chören. Der Chorbalkon wird von massiven Säulen getragen und das Geländer besteht aus Schmiedeeisen.
Die Fassaden der Kirche sind einfach und bescheiden dekoriert, es gibt lediglich vertikale Unterteilungen mit dorischen Pilastern, die einen Kordonkranz tragen, und dazwischen befinden sich einfache Fensteröffnungen ohne dekorative Stuckleisten. Auch kleinere Kreuzdekorationen sind an den Seitenwänden der Kirche angebracht.
Der Haupteingang der Kirche befindet sich an der Westfassade; auch gibt es Nebeneingänge an der Nord- und Südseite der Kirche. Beide Seitenfassaden verfügen im Mittelteil über einen Portikus, der mit dem an der Westfassade der Kirche identisch ist. Die Westfassade ist reicher verziert. Über dem Portikus befindet sich ein Blindfenster mit dem Wandgemälde der Mariä-Geburt, das Ganze wird von dreieckigen Tympanon eingerahmt. In diesem Tympanon ist das Jahr Einweihungsjahr 1783 verewigt worden.
Der Kirchturm der Kirche hat ein typisch barockes Aussehen mit charakteristischen Voluten in der Kappe. Die Kirche besitzt zwei Kirchenkreuze. Eines auf der Spitze des Kirchturmes und das andere am Ostende des Naos.

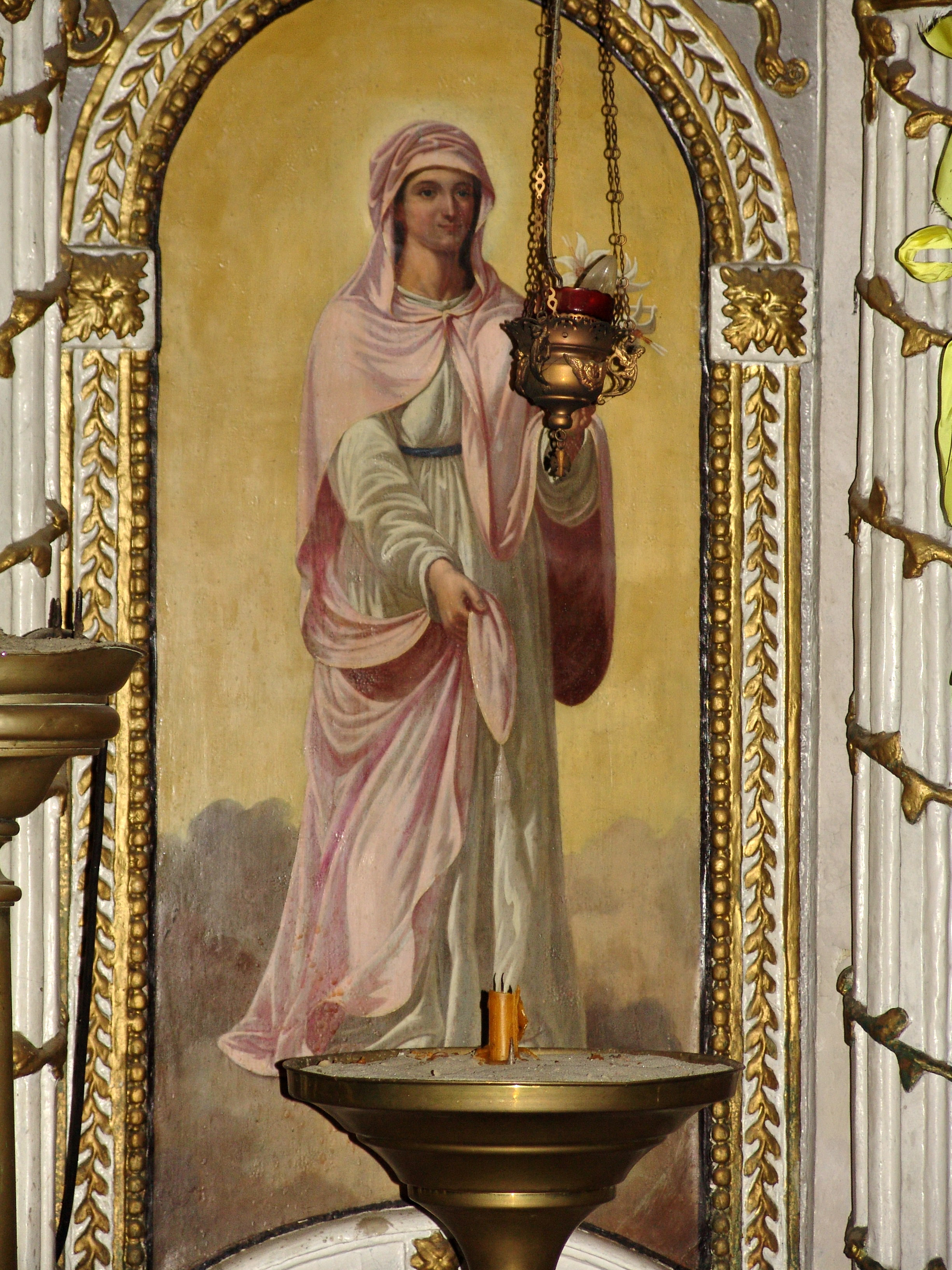
Detailansicht der Gottesmutterikone

### Kircheninneres

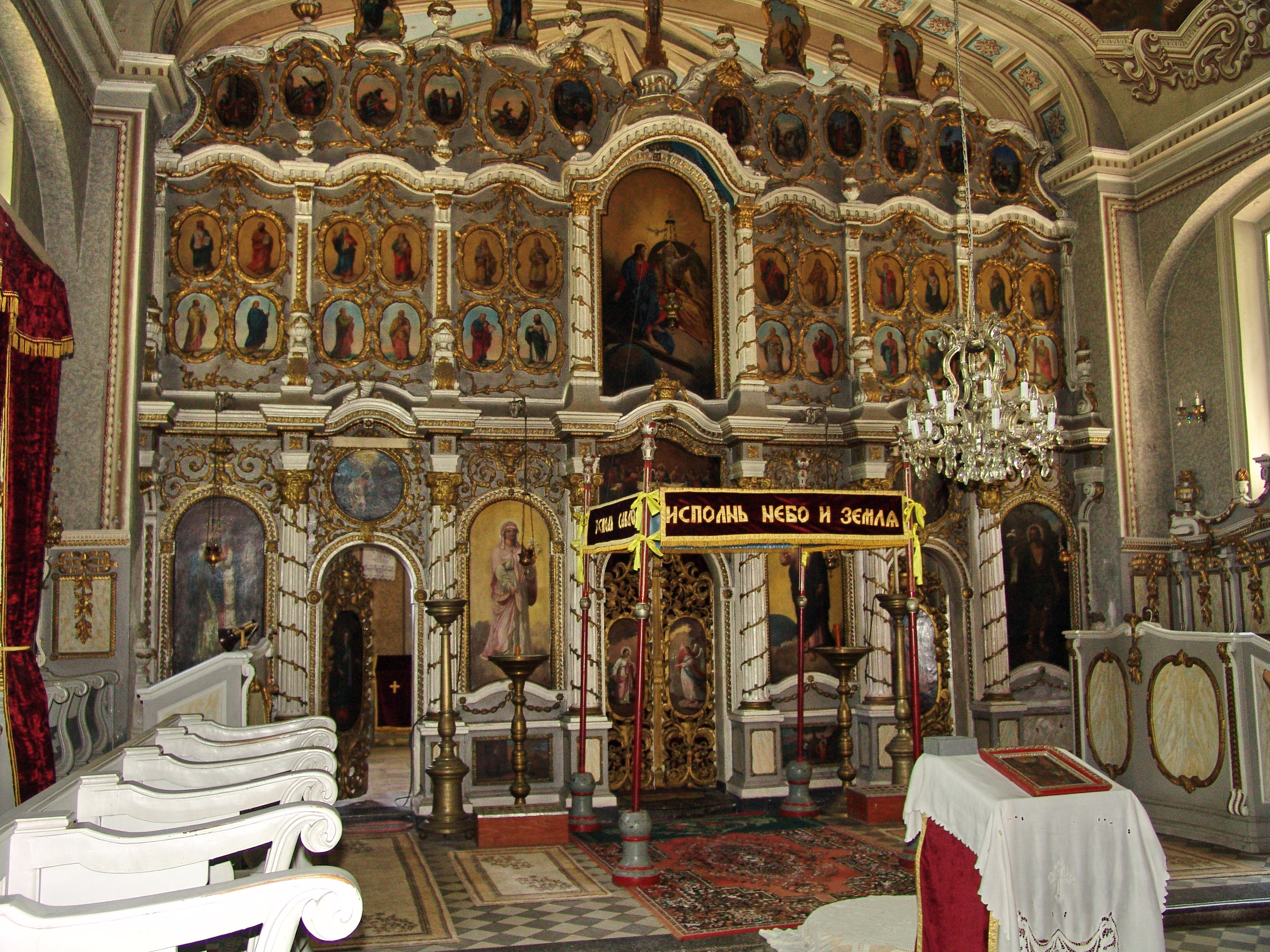
Die prächtige Ikonostase

Die Holzschnitzarbeiten in der Kirche (Throne, Chorgestühl, Tische) wurden im Juli 1861 vom Tischlermeister und Holzschnitzer, Miloš Dević, aus Stara Palanka in der Bačka fertiggestellt.
Die prächtige mehrtürige und mehrgeschoßige Ikonostase wurde 1864 bis 1867 vom Maler Konstantin Pantelić (1808–1868) geschaffen und ist eines seiner letzten Werke, in dem der starke Einfluss des Konstantin Danil spürbar ist. Die Ikonostase besteht aus Ziegeln (von Außen wurde die Ikonostase in Marmoroptik verkleidet) und die Ikonen sind auf Leinwand gemalt und dann an der Ikonostase befestigt, mit Ausnahme der Ikonen an der carske dveri (Haupttür der Ikonostase) sowie der Nord- und Südtür, die auf Holz gemalt sind. Neben der Ikonostase bemalte Pantelić auch die Ikonen des Gottesmutterthrons und des Bischofsthrons, das Grab Christi, die Chöre und das Kreuz auf dem Altar. Restaurierungsarbeiten an der Ikonostase wurden 1925 vom Maler Vasa Pomorišac durchgeführt.
In der Kirche sind fünf bedeutende Wandmalereien erfasst. An der Nordwand ist „Christus vor Pilatus“ abgebildet, an der Südwand „Einzug in Jerusalem“. Beide Wandmalereien wurden in Öltechnik auf Leinwand gemalt und anschließend auf der Wandfläche fixiert. Die Wandmalerei auf der Nordseite ist von Vasa Pomorišac signiert und datiert aus dem Jahre 1925. Die Wandmalerei „Christus auf der Weltkugel“, das sich im oberen Teil der Apsis befindet, wurde ebenfalls von Pomorišac in der Öl-auf-Gips-Technik gemalt.
Auf dem Gewölbe des Naos ist die Freske „Gottvater mit den vier Evangelisten“ zu sehen. Es ist das Werk eines unbekannten Meisters, und die stilistischen Merkmale weisen darauf hin, dass diese Ende des 19. Jahrhunderts gemalt wurde. An der Nordwand der Apsis befindet sich eine Darstellung von Christus. Den stilistischen Merkmalen nach zu urteilen, stammt das Gemälde aus den ersten Jahrzehnten des 20. Jahrhunderts, weist jedoch nicht die charakteristischen Merkmale des Vasa Pomorišac auf.
Die Wandmalereien im Inneren der Kirche, insbesondere die Werke von Vasa Pomorišac, dem Gründer und Mitglied der Gruppe „Zograf“, haben einen großen künstlerischen Wert und sind wichtig für die Geschichte der serbischen Malerei in der ersten Hälfte des 20. Jahrhunderts. Auch wenn Konstantin Pantelić oft nicht zu den herausragenden Malern seiner Zeit zählt, besitzen seine Werke dennoch künstlerische Qualität und sind für die vergleichende Forschung zur Malerei des 19. Jahrhunderts von Bedeutung.